# Zărieș
Zărieș – wieś w Rumunii, w okręgu Alba, w gminie Mihalț. W 2011 roku liczyła 4 mieszkańców.